# Orla Rosenhoff
Orla Albert Vilhelm Rosenhoff (født 1. oktober 1844 i København, død 4. juni 1905 sammesteds) var en dansk musiker, søn af Caspar Claudius Rosenhoff.
Rosenhoff varf elev af Adolph Lund og senere af N.W. Gade. Ved musikkonservatoriets oprettelse 1867 blev Roenhoff vikarierende lærer i klaverspil, senere fast ansat 1881—92 som lærer i harmonilære, kontrapunkt og fuga. Denne lærervirksomhed udgjorde Rosenhoffs egentlige livsgerning, og gennem den kom han i forhold til og udøvede stor indflydelse på opvæksten af danske musikere.
Som komponist er han optrådt med værker for kammermusik (kvintet, sekstet), sange, klaverstykker (deriblandt pedalstudier) og to ouverturer for orkester. Han har udgivet 3 samlinger opgaver til brug ved den musikteoretiske undervisning.